# Meharia baluchestana
Meharia baluchestana is een vlinder uit de familie van de Houtboorders (Cossidae). De soort is voor het eerst wetenschappelijk beschreven door Helen Alipanah en Roman Viktorovitsj Jakovlev in een publicatie uit 2021.
De soort komt voor in Iran.